# 3783 Morris
A 3783 Morris (ideiglenes jelöléssel 1986 TW1) a Naprendszer kisbolygóövében található aszteroida. Edward L. G. Bowell fedezte fel 1986. október 7-én.